# Басбек
Басбек (каз. Басбек) — село в Алтынсаринском районе Костанайской области Казахстана. Входит в состав Щербаковского сельского округа. Рядом с селом расположен Аракарагайский сосновый бор. Код КАТО — 393259200.

## Население
По данным 1999 года, в селе не было постоянного населения. По данным переписи 2009 года, в селе проживало 111 человек (62 мужчины и 49 женщин).

## История
Совместным решением Костанайского областного маслихата и постановление акимата Костанайской области от 15 сентября 2006 года № 345/6св «Об образовании населенных пунктов Алтынсаринского района Костанайской области»:
— образованы села Басбек и Коскудук Щербаковского сельского округа.